# Włodzimierz Nowak

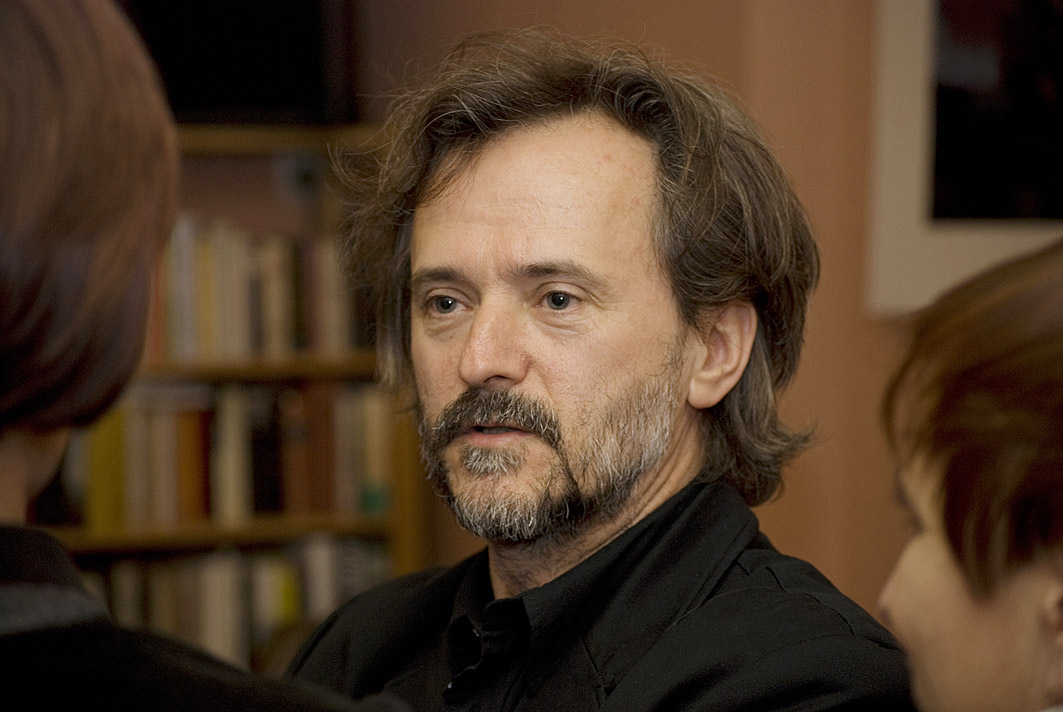
Włodzimierz Nowak (2012)

Włodzimierz Nowak (geboren 1958 in Posen) ist ein polnischer Reporter, Journalist und Autor.

## Leben
Nowak leitete als Kulturwissenschaftler das Regionalmuseum in Pszczew. Seit 1993 arbeitet er als Journalist bei der polnischen Tageszeitung Gazeta Wyborcza und schreibt literarische Reportagen für die Beilage „Duży Format“. Er lebt in Poznań.
Nowak wurde 2008 mit dem Deutsch-Polnischen Journalistenpreis ausgezeichnet und erhielt im Jahr 2010 zusammen mit der Übersetzerin Joanna Manc den Ehrenpreis des Georg-Dehio-Buchpreises für seine Reportagensammlung Die Nacht von Wildenhagen, die zuvor schon auf der Nominierungsliste des polnischen Literaturpreises Nike gestanden hatte.

## Schriften (Auswahl)
- Die Nacht von Wildenhagen zwölf deutsch-polnische Schicksale. Aus dem Polnischen übersetzt von Joanna Manc. Frankfurt am Main: Eichborn, 2009 (Obwód głowy (pl), 2007).
- Das Herz der Nation an der Bushaltestelle. Aus dem Polnischen übersetzt von Joanna Manc. Frankfurt am Main: Eichborn Verlag, 2012, ISBN 978-3821861296.